# Dysderina craneae
Dysderina craneae là một loài nhện trong họ Oonopidae.
Loài này thuộc chi Dysderina. Dysderina craneae được Arthur M. Chickering miêu tả năm 1968.